# Théâtre national de l'Opéra-Comique
Théâtre national de l'Opéra-Comique (česky Národní divadlo Komická opera) je operní dům v Paříži se statutem národního divadla. Nachází se na náměstí Place Boieldieu ve 2. obvodu v historické budově Salle Favart, která má kapacitu 1000 míst.

## Historie
Divadelní soubor Opéra-Comique vznikl za vlády Ludvíka XIV. 26. prosince 1714. Založili ho Catherine Baron a Gautier de Saint-Edme jako pouťovou společnost, která vystupovala na každoročních pařížských jarmarcích.
Repertoár se skládal především z pantomim a parodií na opery, čímž se obcházel zákaz hraní oper, který vznikl na základě žalob podaných Comédie-Française, která se bála přímé konkurence. V roce 1714 dostala společnost povolení zřídit své vlastní divadlo, ovšem s omezením – jednotlivá hudební čísla musela být oddělena mluvenými dialogy, což je současná definice komické opery.
Počátky Opéra-Comique byly obtížné, divadlo bylo několikrát uzavřeno (1719–1720 a opět 1722–1723). V roce 1743 se ředitelem divadla stal Jean Monnet (1703–1785), který přizval ke spolupráci libretistu Charlese Simona Favarta (1710–1792). Po Favartovi dostala budova svůj název – Salle Favart. Dostavil se úspěch, který zastínil ostatní pařížská divadla. To vedlo k tomu, že úřady v letech 1745–1751 nechaly divadlo opět uzavřít. Po znovuotevření se ředitelem stal opět Jean Monnet. V lednu 1762 se Opéra-Comique sloučila s divadelní společností Comédie-Italienne a usídlila se v bývalém paláci burgundských vévodů (Hôtel de Bourgogne). V roce 1780 divadlo přijalo oficiální název Opéra-Comique.

## Sídlo divadla

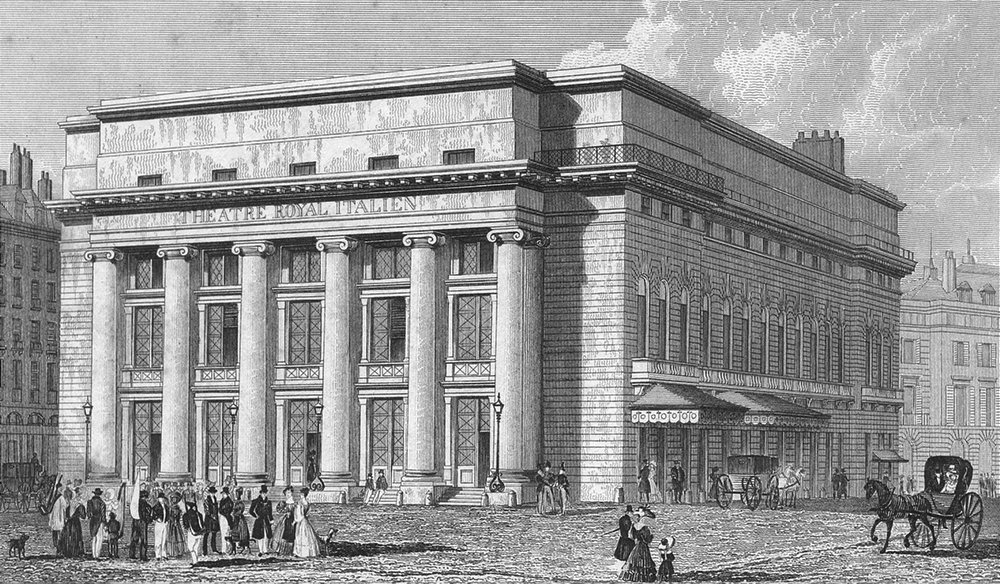
První sál Favart

### První sál Favart (1783–1838)
Salle Favart, jehož architektem byl Jean-François Heurtier, byl otevřen 28. dubna 1783 za přítomnosti královny Marie Antoinetty. Budova byla postavena na pozemku Étienna Françoise de Choiseul, ministra krále Ludvíka XVI. Bylo to na místě, kde se nachází současné divadlo a budova měla 1100 míst.
Během Velké francouzské revoluce Opéra-Comique pokračovala v činnosti, ale musela čelit velké konkurenci Théâtre Feydeau. V roce 1801 se obě divadla spojila a 16. září toho roku vzniklo Národní divadlo Opéra-Comique. V následujících letech se instituce pohybovala mezi divadelní společností a klasickým vedením ředitele a zaměstnaných herců. V roce 1807 se Opéra-Comique dostala na seznam čtyř nejvýznamnějších pařížských divadel. Komická opera (opéra comique) jako divadelní žánr byla vyhláškou definována jako „komedie nebo drama proložené verši, áriemi nebo sborovým zpěvem.“
Dne 15. ledna 1838 zničil divadlo požár, který vypukl po představení Mozartovy opery Don Giovanni. Příčinou byl systém vytápění, kdy od potrubí vedoucího z kotelny vznikl požár ve skladišti kulis. Skladatel Hector Berlioz poté navrhl výstavbu operního domu na vlastní náklady, což francouzské Národní shromáždění zamítlo.

### Druhý sál Favart (1840–1887)

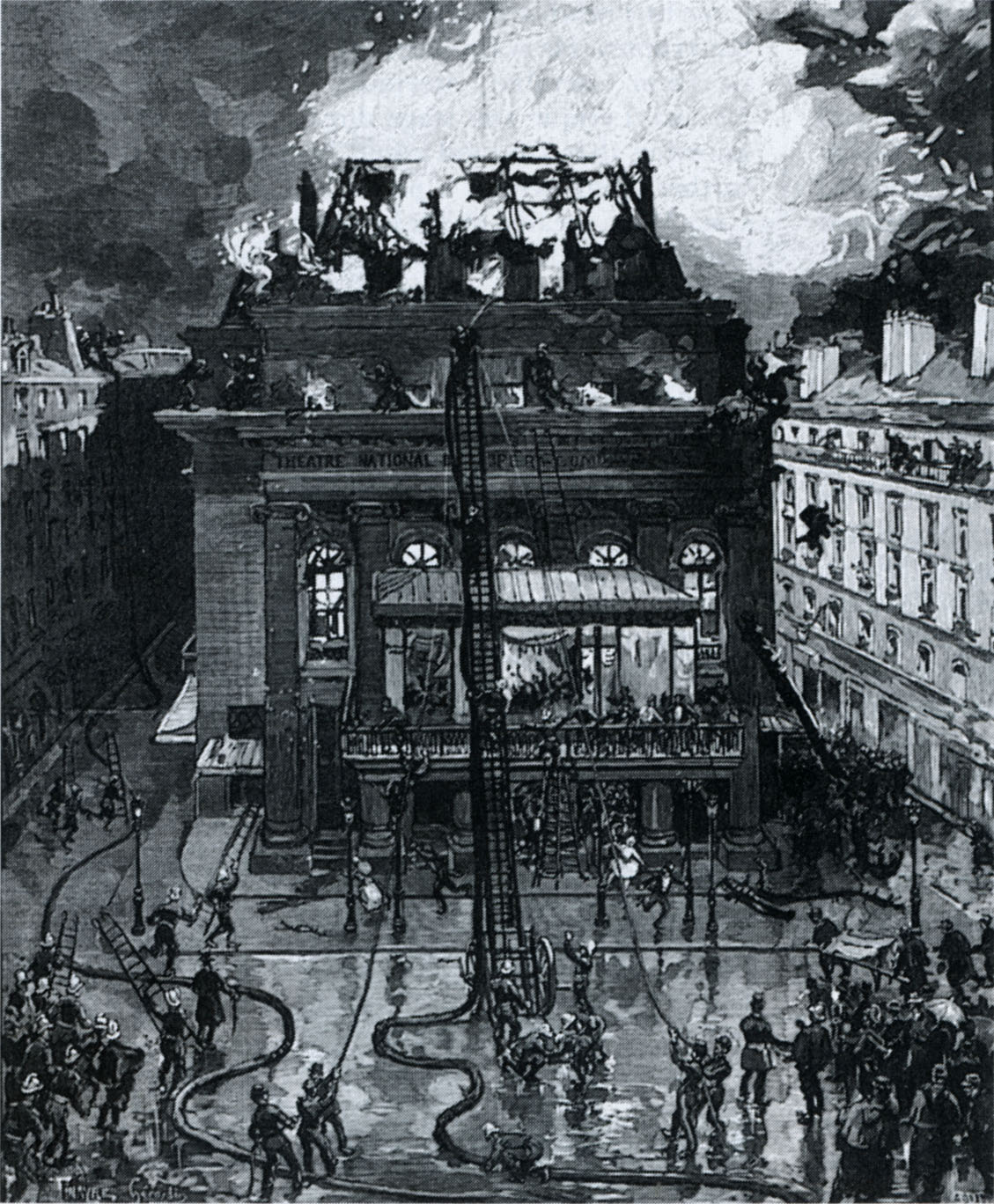
Požár druhého sálu Favart 1887

V roce 1840 bylo dokončeno nové divadlo s kapacitou asi 1200 míst. Jeho architekty byli Jean-Jacques Huvé a Louis Réguier de Guerchy. 19. století bylo pro divadlo obdobím velkého úspěchu, především díky skladatelům jako byli Adolphe Adam, Daniel-François-Esprit Auber, Georges Bizet, Félicien David, Jules Massenet nebo Nicolas Bochsa. Dne 17. listopadu 1866 zde byla uvedena opera Mignon od Ambroise Thomase, která měla okamžitě velký úspěch.
Dne 25. května 1887 v devět hodin večer během prvního dějství této opery zachvátil opět divadlo oheň. Tento požár způsobený vadným plynovým osvětlením umístěným nad jevištěm si vyžádal životy 84 lidí. Opéra-Comique se dočasně přestěhovala do Théâtre des Nations na Place du Châtelet.

### Třetí sál Favart (od 1898)

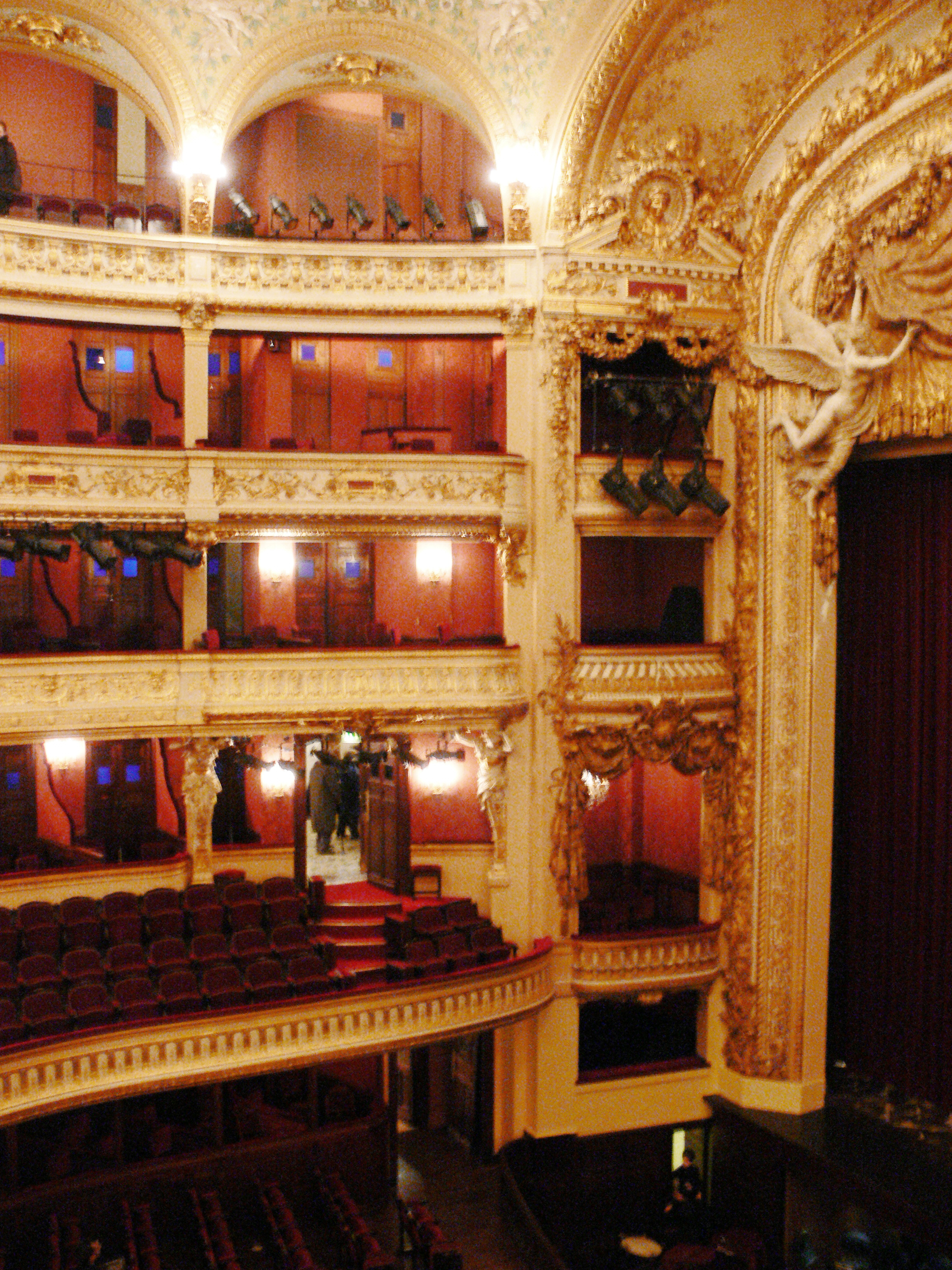
Třetí sál Favart, předscéna divadla

Divadelní budova byla do roku 1898 přestavěna podle návrhu architekta Louise Berniera s bohatou sochařskou výzdobou. Niky v prvním patře představují alegorie hudby od Denyse Puecha (1854–1942) a poezie od Ernesta Guilberta (1848–1913). V horní části se nachází soubor karyatid. Na vnitřní výzdobě se podílelo mnoho významných umělců té doby – Albert Maignan, Henri Gervex, Joseph Blanc, Édouard Toudouze, Raphaël Collin, Luc-Olivier Merson, François Flameng a Benjamin Constant.

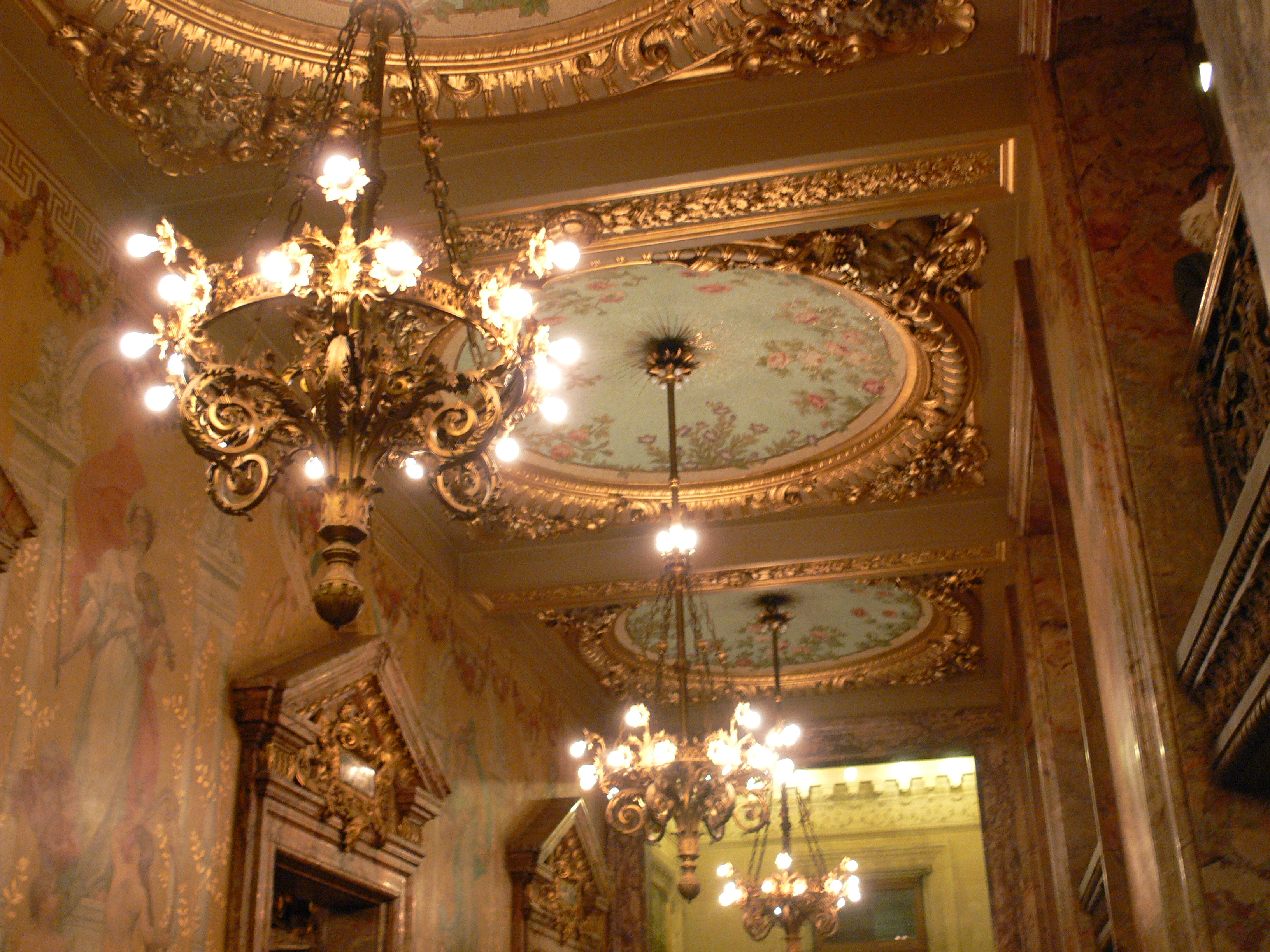
Třetí sál Favart, foyer divadla

Po 11 letech rekonstrukce bylo divadlo slavnostně otevřeno dne 7. prosince 1898 za přítomnosti prezidenta republiky Félixe Faura. Jeho kapacita byla přibližně 1500 míst.
Finanční problémy divadla ve 30. letech 20. století vedly až k zásahu státu, který 13. srpna 1936 vyhláškou přetvořil národní divadlo Opéra-Comique na „Svaz národních lyrických divadel“ (Réunion des théâtres lyriques nationaux). Dne 14. ledna 1939 se divadlo změnilo na veřejnou instituci pod záštitou ministerstva školství.
Při prvním uzavření budovy v roce 1971 přerušila Opéra-Comique dne 30. listopadu 1972 svou činnost. V letech 1974–1978 sloužilo divadlo jako zkušební sál pro mladé zpěváky pod názvem Opéra-Studio. Svaz národních lyrických divadel byl oficiálně rozpuštěn 7. února 1978 a sloučen do Opéra national de Paris. Sál Favart se poté stal druhou scénou pařížské opery. Když byla v roce 1989 otevřena nová moderní Opéra Bastille, získala Opéra-Comique v následujícím roce 1990 samostatnost.

## Současnost
Divadlo má od 1. ledna 2005 opět statut národního divadla s názvem Théâtre national de l'Opéra-Comique. Podle článku 2 zřizovacího dekretu může hrát hudební díla a také běžné divadelní hry bez hudby. Repertoár je rozsáhlý od barokní hudby po současná díla. Od roku 2007 je ředitelem Jérôme Deschamps.